# Alain Van Lancker
Alain Van Lancker, född den 15 maj 1947 i Paris, är en fransk före detta bancyklist som var specialist på sexdagarslopp, av vilka han vann åtta stycken (varav fyra gånger i Grenoble). Hav deltog i lagförföljelseloppet vid Olympiska spelen i Mexico City 1968 (utslagna i kvartsfinal) och året därpå blev han professionell.

## Meriter
| 1969/1970 Vinnare av Montreals sexdagars med Jacky Mourioux 1970/1971 Vinnare av Münsters sexdagars med Klaus Bugdahl Vinnare av Grenobles sexdagars med Peter Post 1971/1972 Vinnare av Grenobles sexdagars med Jacky Mourioux 1972/1973 Vinnare av Grenobles sexdagars med Cyrille Guimard Vinnare av Dortmunds sexdagars med Patrick Sercu Vinnare av Kölns sexdagars med Patrick Sercu 1974/1975 Vinnare av Grenobles sexdagars med Jacky Mourioux | 1973/1974 2:a i madison med Jacky Mourioux 1974/1975 3:a i derny 1973 Fransk mästare i stayer 1976 3:a i stayer |